# Mircenol
Mircenol es un compuesto orgánico, específicamente un terpenoide. Es notable como uno de los componentes fragantes del aceite de lavanda.
También se encuentra en la planta de lúpulo ( Humulus lupulus ). E-mircenol actúa también como una feromona de los escarabajos de la corteza.

## Papel en la industria del perfume
Mircenol se obtiene sintéticamente a partir del mirceno a través de hidroaminación de la 1,3-dieno seguido de hidrólisis y eliminación catalizada por Pd de la amina. Como un 1,3-dienos, se somete a micenol de Reacción de Diels-Alder con varios dienófilos , tales como acroleína para dar los derivados de ciclohexeno que también son fragancias útiles.